# Wadi Hayl
El Wadi Hayl o Wadi Al Hayl (en árabe: وادي الحيل‎, romanizado: Wādī Al Ḩēl), es un valle o río seco, con caudal efímero o intermitente, que fluye casi exclusivamente durante la temporada de lluvias, situado al noreste de los Emiratos Árabes Unidos, en el emirato de Fuyaira. 
El wadi tiene una longitud aproximada de 17 kilómetros, y discurre desde la vertiente norte de la sierra de Jabal Hayl (860 m s.n.m.), en el límite con la zona de Reserva Natural del Wadi Al Helo, junto a la línea de demarcación territorial de los emiratos de Sharjah y Fuyairah, hasta la zona sur del aeropuerto de Fuyaira, pasando por el antiguo (ahora restaurado) pueblo de Hayl y el Fuerte Hayl.
Aunque, debido a la expansión de las zonas urbanas, suburbios industriales y grandes canteras  que rodean la ciudad de Fuyaira, el tramo final del curso inferior del Wadi Hayl fue desviado y canalizado, y se disipa antes de alcanzar el cauce del Wadi Ham o el Golfo de Omán, pertenece a esa misma cuenca hidrográfica, que abarca una superficie aproximada de 195 km², y forma parte del conjunto de los siete principales wadis que drenan los alrededores de la ciudad de Fuyaira: Wadi Ham, Wadi Farfar, Wadi Saham, Wadi Hayl, Wadi Safad, Wadi Madhab y Wadi Yabsah.

## Inundaciones, presas y embalses
Como la mayoría de los wadis de Emiratos Árabes Unidos, el Wadi Al Hayl, sufre ocasionalmente importantes inundaciones.

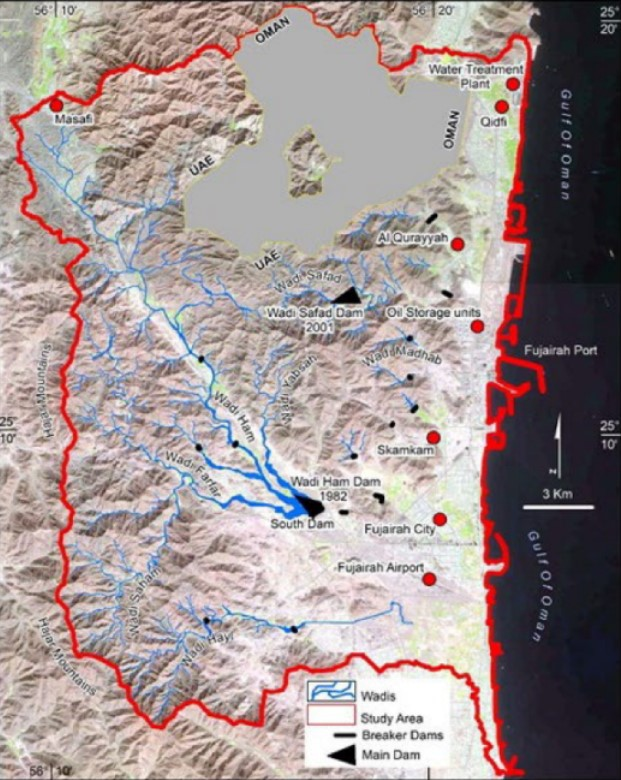
Wadi Ham, Wadi Farfar, Wadi Saham, Wadi Hayl, Wadi Safad, Wadi Madhab y Wadi Yabsah - Mapa - Zonas con mayor riesgo de sufrir inundaciones, en la región árida próxima a la ciudad de Fuyaira (EAU)

Para prevenir el peligro de inundaciones repentinas y aumentar el potencial de recarga de aguas subterráneas, se construyó en 2001, en el cauce del Wadi Hayl, una presa de 8,5 metros de altura, con un embalse de 0,03 km² y capacidad de 0,075 millones de metros cúbicos, denominada Wadi Al Hayl Dam (coordenadas: 25°5′27″N, 56°14′7″E). La presa se construyó en la zona en la que se encontraba el viejo pueblo de Al Hayl, por lo que el poblado tuvo que ser reconstruido en un nuevo emplazamiento.
En 2002 se construyó también una presa de desviación, de 560 metros de largo y 3 metros de altura, destinada a protegir de eventuales inundaciones una zona residencial de la nueva localidad de Al Hayl.

## Antecedentes históricos
Al Hayl y el cercano pueblo de Al Helo en Sharjah, vivían de la agricultura, particularmente del lucrativo cultivo de tabaco. Antes de la construcción de la carretera asfaltada desde Fuyaira, el viaje desde Hayl a la ciudad duraba tres horas en burro.
En 1932 se edificó el fuerte Al Hayl, por mandato del jeque Abdullah bin Hamdan Al Sharqi, y a menudo esta construcción fue denominada incorrectamente casa de verano, cuando en realidad constituyó la residencia principal del Jeque Abdullah durante más de dos décadas.

## Hallazgos arqueológicos
En Hayl se encontró una tumba de la época Umm Al Nar, así como varios petroglifos de la Edad del Hierro grabados en distintas rocas o grandes piedras repartidas a lo largo del curso del wadi, que representan animales autóctonos, como camellos, hienas y leopardos. También hay figuras humanas, algunas montadas a caballo, otras enzarzadas en una batalla.

## Toponimia
Nombres alternativos: Wādī Ḩayl, Wadi Al Hail, Wadi Al Hayl, Wadi al-Hayl, Wādī Al Ḩēl, Wadi Al Hel.
Los nombres del Wadi Hayl y sus afluentes, montañas y poblaciones cercanas, quedaron registrados en la documentación y mapas elaborados entre 1950 y 1960 por el arabista, cartógrafo, militar y diplomático británico Julian F. Walker, durante los trabajos efectuados para el establecimiento de fronteras entre los entonces denominados Estados de la Tregua, completados posteriormente por el Ministerio de Defensa del Reino Unido, en mapas a escala 1:100.000 publicados en 1971.
En el Atlas Nacional de Emiratos Árabes Unidos consta con la grafía Wādī Al Ḩēl.

## Población
El área próxima del Wadi Hayl estuvo poblada principalmente por la tribu Sharqiyin, correspondiendo, según Lorimer, a las zonas tribales Kunud (en singular: al-Kindi) y Julayjilah, aunque los testimonios de los actuales habitantes del Wadi Hayl no han podido corroborar la presencia de este segundo grupo tribal.

## Galería

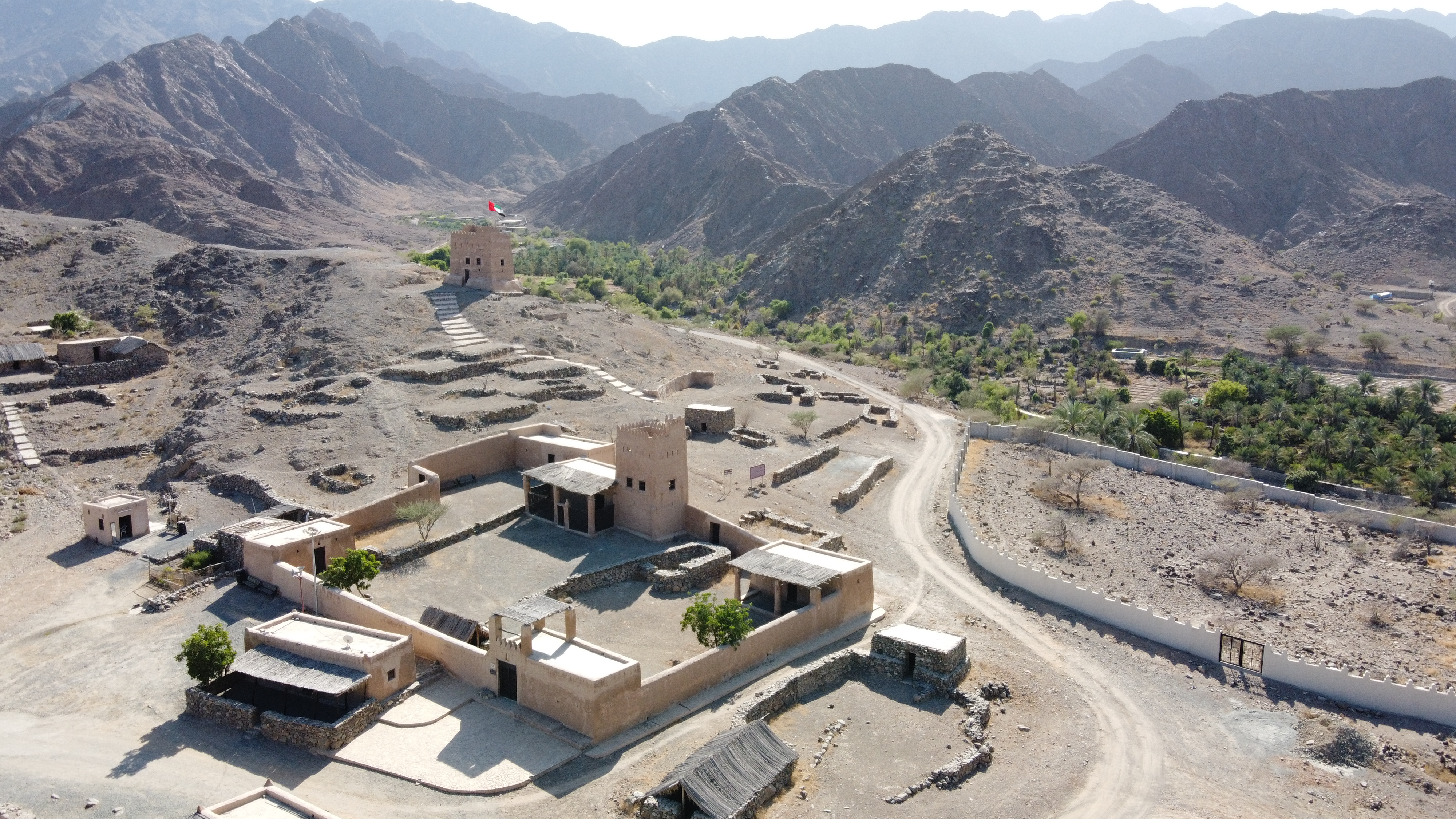
Fuerte de Hayl y torre vigía. Vista al noroeste, hacia el Wadi Hayl
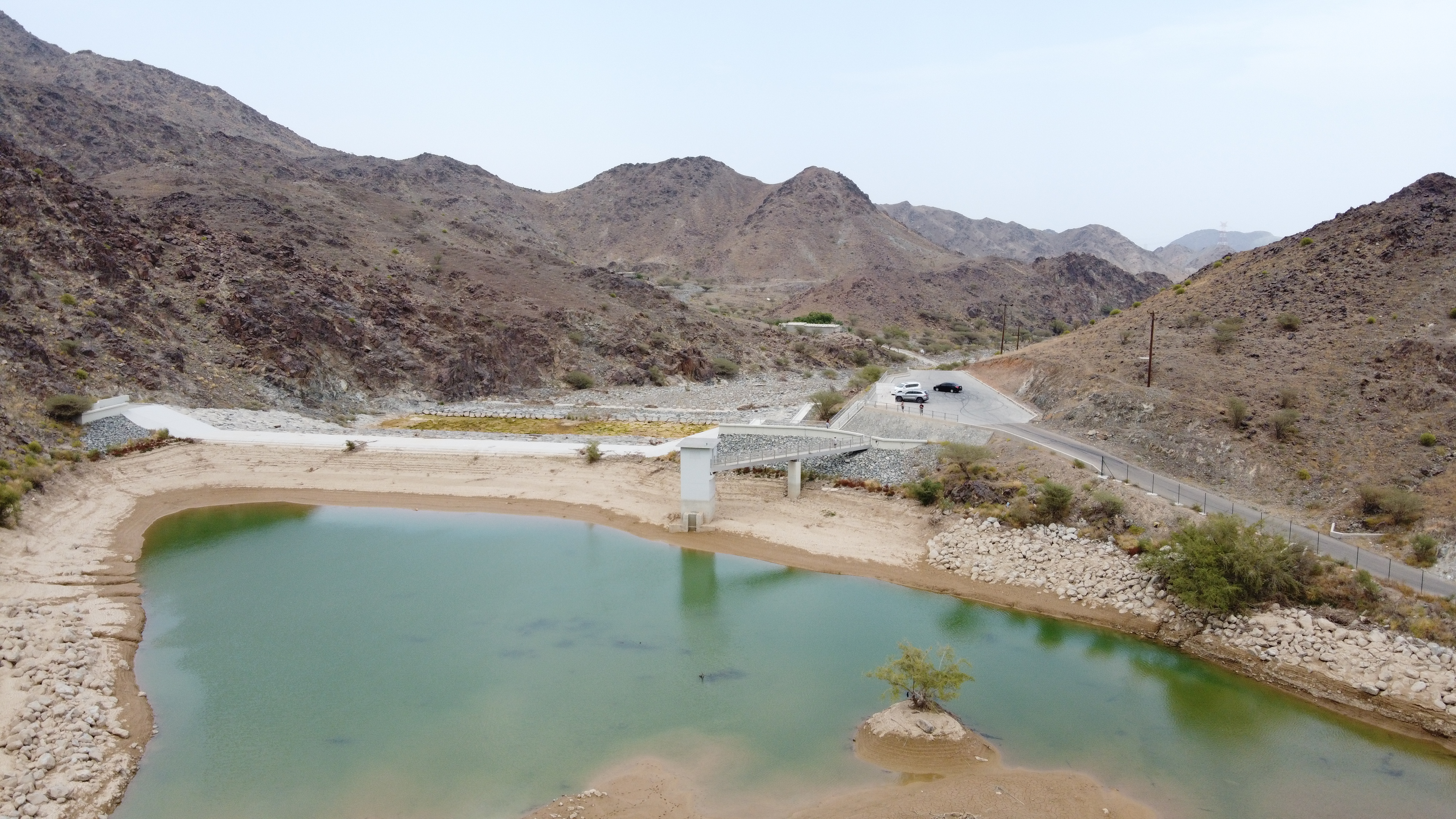
Presa en el Wadi Hayl, sobre el nuevo pueblo de Hayl
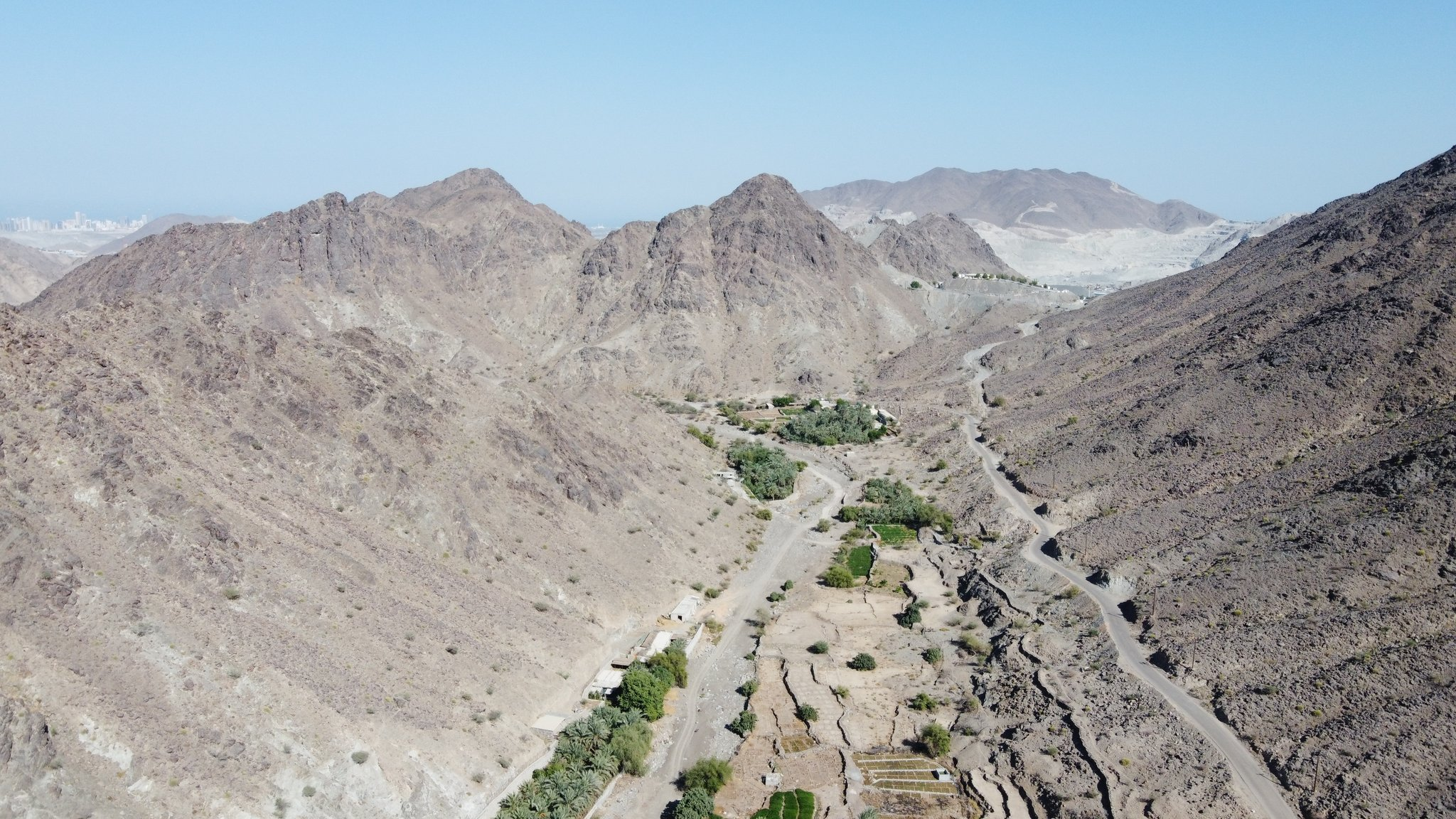
El Wadi Hayl. Vista hacia el este, hacia Fuyaira